# Torre de les Hores (Son)
La Torre de les Hores, o, simplement, Torre de Son, és una torre medieval del poble de Son, dins de l'antic terme del mateix nom, pertanyent a l'actual terme municipal d'Alt Àneu, a la comarca del Pallars Sobirà.
És a l'extrem nord-est del poble de Son, de manera que és el primer que es troba per la carretera que prové d'Esterri d'Àneu i de València d'Àneu, tancant el clos que allotja l'església parroquial de Sant Just i Sant Pastor de Son.
Convertida modernament en comunidor, la seva base -els seus dos primers metres- correspon a una torre romànica. Amb un diàmetre interior de 3,8 metres, el gruix de les parets arriba a 1,3 m. La resta de la torre, de base quadrada, és posterior, dels darrers anys de l'edat mitjana, o ja d'edat moderna.